# Monts Ferghana
Les monts Ferghana forment une chaîne montagneuse du Tian Shan qui s'étend du sud-est au nord-ouest sur 225 km, séparant la vallée de Ferghana du Tian Shan intérieur. Dans le sud-est, où se trouvent les sommets les plus élevés, les monts Ferghana sont adjacents au chaînon Torourgart et au chaînon Alaïkouou par le col de Seok.
Cette chaîne possède une structure asymétrique avec des pentes sud-ouest longues et douces et des pentes nord-est abruptes. Parmi ses sommets peu élevés et étroits, l'on distingue le Babach-Ata, le Souougan-Tach, le Seurioun-Deubeu, etc. Les pentes de la chaîne sont découpées par les gorges des rivières Karakouldja, Karaounkur, Djazy, Ala-Bouka. Les lacs les plus importants, que l'on rencontre dans les hauteurs, sont le Kouloun et le Kara-Souou. Il existe environ 150 glaciers.
Les roches sont formées de schiste, de grès, de calcaire et autres roches sédimentaires métamorphisées, percées par des intrusions de gabbro et de diabase. Il existe des champs pétrolifères dans les contreforts.

## Flore

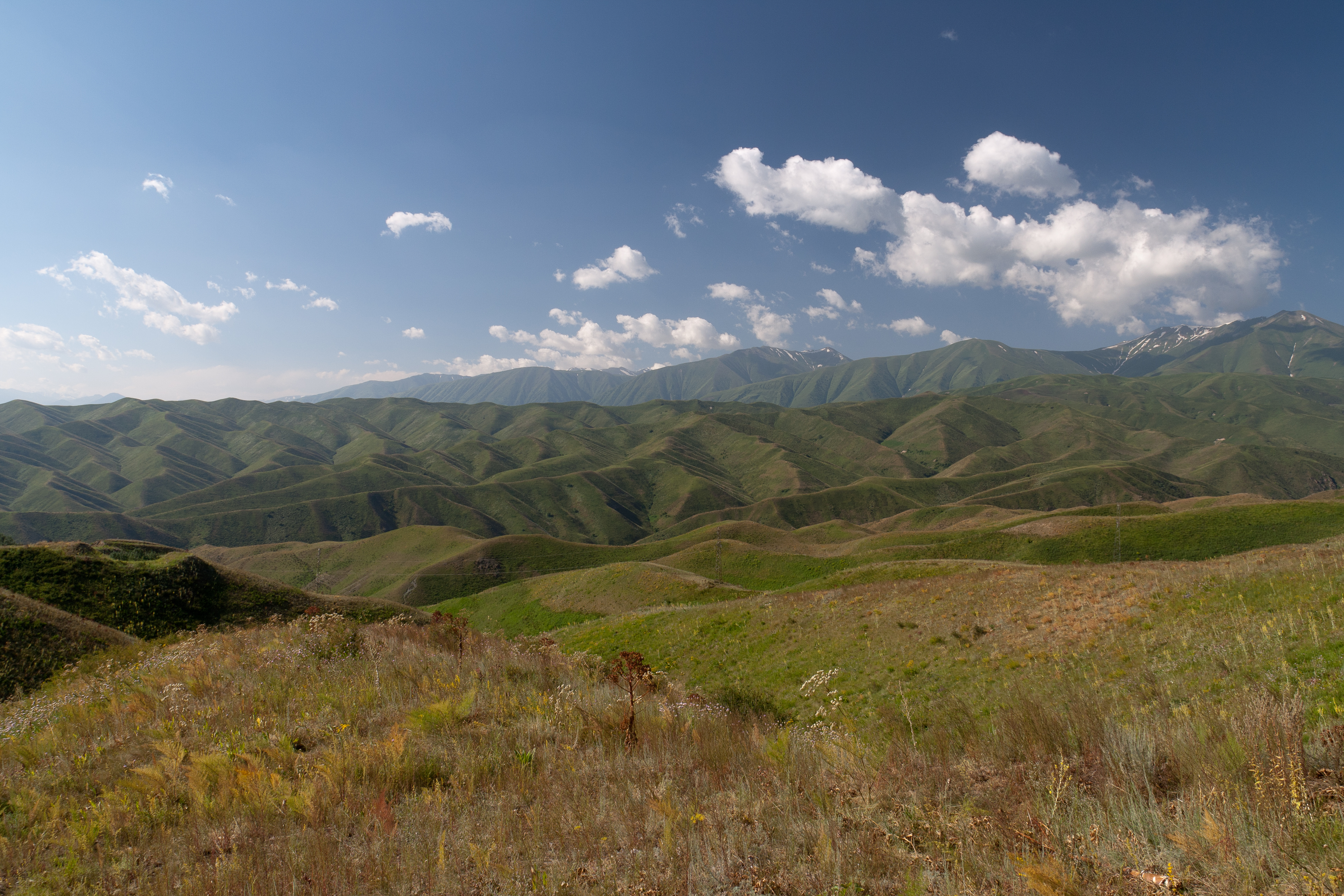
Vue des monts Ferghana

Les pentes sud-ouest sont recouvertes de forêts (noyers dans la partie basse, conifères et genévriers plus haut) et de végétation subalpine et alpine dans les hauteurs.

## Administration
Le territoire des monts Ferghana est partagé entre la province de Naryn, la province d'Och et la province de Jalal-Abad.

## Protection environnementale
Il existe plusieurs parcs naturels protégés, comme la réserve naturelle d'État de Koulounata, le parc national de Saïmalouou-Tach, le parc national de Kara-Choro et d'autres.